# 新波克羅夫卡 (第聶伯羅區)
48°3′22″N 34°36′13″E / 48.05611°N 34.60361°E
新波克羅夫卡是位於烏克蘭中部的市級鎮，由第聶伯羅彼得羅夫斯克州裡第聶伯羅區的新波克羅夫卡市鎮負責管轄。該鎮的面積為 4.295平方公里，海拔高度81米，2012年人口1,897，人口密度每平方公里442人。